# Пальники (Удмуртия)
Пальники (удм. Пальник) — деревня в Завьяловском районе Удмуртской Республики Российской Федерации.

## География
Расположена в 33 км к юго-востоку от центра Ижевска и в 25 км к северо-западу от Сарапула, рядом с автодорогой Р322. Рядом с деревней протекает река Базуевка, левый приток Нечкинки.

### Уличная сеть
В деревне 10 улиц: Вишнёвая, Комсомольская, Кооперативная, Лесная, Механизаторов, Молодёжная, Садовая, Центральная, Широкая, Южная.

## Топоним
Название деревни означает «лес, переживший пожар».

## История
По данным десятой ревизии в 1859 году в 35 дворах удельного починка Пальник при речке Сиверухе проживало 412 человек, работала мельница.
На 1928 год починок Пальник состоял из 81 хозяйства общим населением в 376 человек. В 1937 году Пальник вместе со всем Сарапульским районом присоединяется к Удмуртской АССР.
В 1939 году получает статус деревни.

### Административно-территориальная принадлежность
До революции входил в состав Сарапульского уезда Вятской губернии.
В 1923 году починок вошёл в Козловский сельсовет Сарапульского района Сарапульского округа Уральской области.
В 1953 году Козловский сельсовет присоединяется к Паркачевскому сельсовету, а в 1964 году деревня Пальник и соседняя деревня Пиканы передаются в Бабинский сельсовет Завьяловского района. В 1965 году уже имеет название Пальники.
До 25 июня 2021 года входила в состав Бабинского сельского поселения, упразднённое в связи с преобразованием муниципального района в муниципальный округ.

## Население
| 2010 | 2012 |
| ---- | ---- |
| 440  | ↘438 |

## Экономика и социальная сфера
Главным предприятием деревни является ЗАО «Пальниковское» (разведение крупного рогатого скота), преобразованное из одноимённого колхоза.
В деревне работают МОУ «Пальниковская основная общеобразовательная школа» и детский сад, её филиал.
Так же в деревне имеется фельдшерско-акушерский пункт.

## Транспорт
Деревня доступна автотранспортом. Остановка общественного транспорта «Пальники».